# Frédéric Ier Kettler
Frédéric Ier Kettler (allemand : Friedrich I. Kettler ; letton : Frīdrihs I Ketlers ; 25 novembre 1569, Mitau - 17 août 1642) est duc de Courlande-Sémigalie de 1587 à 1595 puis de 1616 à 1642 (entre ces deux règnes, il est duc de Sémigalie). Il règne plus de 55 ans.
Fils ainé de Gotthard Kettler et d'Anne de Mecklembourg-Güstrow (en), il hérite de son duché à sa mort, en 1587 à l'âge de 17 ans et demi. En 1595, il décide de le partager avec son frère Guillaume Kettler qui obtient la Courlande, mais ce dernier est déposé en 1616. Il réunifie donc le duché à cette date. 
Marié à Élisabeth-Madeleine de Poméranie, il n'a pas de postérité. Son neveu Jacob Kettler, fils de Guillaume et régent depuis 1638, lui succède.